# Genndy Tartakovsky
Pour les articles homonymes, voir Tartakowsky.
Genndy Borisovich Tartakovsky (russe : Геннди Тартаковски ; né le 17 janvier 1970) est un animateur, réalisateur et producteur russo-américain. Bien que son nom d'origine Геннадий s'épelle Gennady ou Guennadi, il décide de changer pour Genndy après avoir emménagé aux États-Unis. Il est connu pour s'être impliqué dans des séries d'animation sur Cartoon Network incluant Le Laboratoire de Dexter, Samouraï Jack, Star Wars: Clone Wars, et Sym-Bionic Titan. En 2011, Tartakovsky rejoint la société Sony Pictures Animation, dans laquelle il réalise le film Hôtel Transylvanie.

## Biographie

### Jeunesse
Tartakovsky naît le 17 janvier 1970 à Moscou, et issu de parents juifs. Son père, Boris, était dentiste pour les agents gouvernementaux et les membres de l'équipe d'URSS de hockey sur glace. Sa mère, Miriam, était assistante du principal dans une école. Il a également un frère aîné, Alexander, âgé de deux ans de plus. Avant sa venue aux États-Unis, sa famille emménage en Italie, pays dans lequel il vivra proche d'autres membres de sa famille allemande. C'est là-bas que Tartakovsky crée son premier dessin, inspiré de la fille de son voisin.
La famille Tartakovsky s'installe plus tard aux États-Unis, alors que Genndy n'est âgé que de sept ans, pour fuir l'antisémitisme. La famille s'installe d'abord à Columbus (Ohio) puis à Chicago. Genndy est principalement inspiré par les comics qu'il découvre dans le pays ; le premier qu'il avait acheté était une édition du comics Le Plein de Super (Super Friends). Tartakovsky a étudié à la Eugene Field Elementary School de Chicago, puis s'inscrit par la suite la prestigieuse Lane Technical College Prep High School (en). Lorsqu'il a 16 ans, son père décède d'une crise cardiaque. Pour Genndy, son père était « sévère et vieux jeu ». À la suite du décès de son père, Genndy et sa famille emménagent dans un logement social et Genndy travaille pour payer ses études. La famille Tartakovsky encourage Genndy à devenir un homme d'affaires, et ce dernier s'inscrit donc dans une classe de commerce. Cependant, par suite de son inscription tardive, il ne pouvait plus assister aux cours de son choix. Il est alors assigné dans une classe d'art, qui l'amène ensuite au Collège Columbia de Chicago avant d'emménager à Los Angeles pour y étudier l'animation à la California Institute of the Arts (avec son ami Rob Renzetti (en)) puis faire la rencontre de Craig McCracken. À la CalArts, Tartakovsky réalise et anime deux courts-métrages, dont un qui deviendra la première base de la série Le Laboratoire de Dexter. Supposément, après deux ans à la CalArts, Tartakovsky est engagé en Espagne pour Batman et Profession : critique. Pendant son séjour en Espagne, sa mère décède d'un cancer.

## Carrière
Craig McCracken est engagé dans un poste de directeur artistique chez Hanna-Barbera pour la série Bêtes comme chien et recommande Robert Renzetti et Tartakovsky aux studios. C'est à ce moment que la carrière de Tartakovsky décolle. Hanna-Barbera laisse à Tartakovsky, McCracken, Renzetti, et Paul Rudish libre cours à leur imagination et le bon soin de créer leurs projets animés. Tartakovsky se projette dans l'idée de proposer Le Laboratoire de Dexter, un court-métrage qu'il avait réalisé lors de ses études à la California Institute of the Arts. Tartakovsky a également aidé à la publication de la 25e édition du comics Le Laboratoire de Dexter originellement intitulé Stubble Trouble. Il a également aidé à la production de la série Les Supers Nanas et à la direction artistique du film Les Supers Nanas, le film. Chacun de ses projets a été sélectionné aux Emmy Awards, avec Samouraï Jack qui sera récompensé dans la catégorie « meilleur programme d'animation » en 2004 – la même année, il est récompensé dans la même catégorie mais, cette fois-ci, pour la série Star Wars: Clone Wars.
Le créateur de Star Wars, George Lucas, engage Tartakovsky pour la réalisation de la série Star Wars: Clone Wars, une mini-série d'animation à succès dont la trame débute entre L'Attaque des clones et La Revanche des Sith. La série remporte trois Emmy awards : deux dans la catégorie « meilleur programme d'animation » en 2004 et 2005, et un autre dans la catégorie « meilleure implication artistique » (pour le designer Justin Thompson en 2005). Tartakovsky ne s'implique pas dans la série qui succède, et ne pense pas s'impliquer dans de futurs projets Star Wars.
Genndy fut directeur artistique de l'épisode pilote pour Korgoth of Barbaria (en) en 2006, diffusé sur Adult Swim mais sans continuité. Il a également réalisé une publicité antitabac, une pour Nicorette en 2006 et deux pour Niquitin en 2008. Il a également créé un court-métrage en 2009, Maruined, pour le programme télévisé Cartoonstitute (en) chez Cartoon Network, mais n'a pas été officiellement diffusé. En 2009 toujours, l'intention pour Tartakovsky de réaliser un film Samouraï Jack chez Frederator Studios et Bad Robot Productions est annoncée. En 2010, il crée quelques storyboards pour le film Iron Man 2 de Jon Favreau.
La dernière série d'animation de Tartakovsky diffusée sur Cartoon Network, Sym-Bionic Titan, est diffusée entre 2010 et 2011. Il espérait pouvoir réaliser au-delà de 20 épisodes, mais la série se conclut à sa première saison. Le 7 avril 2007, un prologue animé et réalisé par Tartakovsky du film Priest est mis en ligne. Début 2011, Tartakovsky rejoint Sony Pictures Animation pour y réaliser Hôtel Transylvanie (2012). Plus tard après ce film, Tartakovsky s'implique dans un projet de film en 3D de Popeye chez Sony Pictures Animation. En juillet 2012, il signe un contrat à long terme avec Sony pour le développement et la réalisation de ses propres projets.
En 2015, il annonce le retour de Samouraï Jack pour une cinquième et dernière saison de 10 épisodes, ayant pour but de conclure l'histoire. Elle est diffusée sur Adult Swim car Genndy souhaitait rendre sa série plus adulte et sombre. Diffusée en 2017, les visuels et le ton plus mature sont salués, et la saison est un succès public et critique.

## Œuvres principales
| Année          | Titre                                    | Rôle |
| -------------- | ---------------------------------------- | --- |
| 1996-2003      | Le Laboratoire de Dexter                 | Création, réalisation, supervision, scénario, storyboards |
| 1998-2005      | Les Supers Nanas                         | Supervision, réalisation Sélectionné - Primetime Emmy Award (1999, 2000, 2001) |
| 2001-2004 2017 | Samouraï Jack                            | Création, réalisation, réalisation, scénario Primetime Emmy Award (2004) Sélectionné - Primetime Emmy Award (2002, 2005) Sélectionné - Annie Award (2004) Sélectionné - Annie Award (2005) |
| 2002           | Les Supers Nanas, le film                | Direction artistique |
| 2003           | Billy et Mandy, aventuriers de l'au-delà | Supervision |
| 2003-2005      | Star Wars: Clone Wars                    | Création, production exécutive, direction Primetime Emmy Award (2004, 2005) |
| 2012           | Hôtel Transylvanie                       | Réalisation, scénario Sélectionné - Annie Award |
| 2019           | Primal                                   | Création, réalisation, scénario |

## Filmographie

### Films
| Année         | Titre                                            | Rôle                                            |
| ------------- | ------------------------------------------------ | ----------------------------------------------- |
| 1999          | Le Laboratoire de Dexter : Ego Trip              | Réalisation, supervision, scénario, storyboards |
| 2002          | Les Supers Nanas, le film                        | Direction artistique                            |
| 2006          | How to Eat Fried Worms                           | Direction artistique                            |
| 2010          | Iron Man 2                                       | Storyboard                                      |
| 2012          | Hôtel Transylvanie                               | Réalisation, scénario Sélectionné - Annie Award |
| 2012          | Goodnight Mr. Foot[réf. nécessaire]              | Court-métrage Réalisation, animation            |
| 2015          | Hôtel Transylvanie 2                             | Réalisation                                     |
| 2017          | Puppy!                                           | Réalisation, scénario                           |
| 2018          | Hôtel Transylvanie 3 : Des vacances monstrueuses | Réalisation                                     |
| 2022          | Hôtel Transylvanie : Changements monstres        | Scénario                                        |
| 2025          | Fixed                                            | Réalisation, scénario                           |
| prochainement | Black Knight                                     | Réalisation, scénario                           |

### Télévision
| Année         | Titre                                    | Rôle |
| ------------- | ---------------------------------------- | --- |
| 1990-1995     | Les Tiny Toons                           | Animateur assistant Épisode : Henny Youngman Day |
| 1993-1995     | Bêtes comme chien                        | Direction artistique, storyboard |
| 1994-2001     | Profession : critique                    | Animation |
| 1996-2003     | Le Laboratoire de Dexter                 | Création, direction, scénario, réalisation Sélectionné - Primetime Emmy Award (1995, 1996, 1997, 1998) Sélectionné - Annie Award (1995) Sélectionné - Annie Award (1996)                 |
| 1998-2005     | Les Supers Nanas                         | Supervision, réalisation Sélectionné - Primetime Emmy Award (1999, 2000, 2001) |
| 2001-2017     | Samouraï Jack                            | Création, direction, réalisation, scénario Primetime Emmy Award (2004) Sélectionné - Primetime Emmy Award (2002, 2005) Sélectionné - Annie Award (2004) Sélectionné - Annie Award (2005) |
| 2003-2008     | Billy et Mandy, aventuriers de l'au-delà | Supervision |
| 2003-2005     | Star Wars: Clone Wars                    | Création, production exécutive, direction Primetime Emmy Award (2004, 2005) |
| 2005          | Duck Dodgers                             | Propre rôle (doublage) Épisode : Surf the Stars/Samurai Quack |
| 2006          | Korgoth of Barbaria                      | Direction |
| 2010-2011     | Sym-Bionic Titan                         | Création, direction, supervision, scénario |
| 2023-en cours | Unicorn: Warriors Eternal                | Création, direction, scénario, production exécutive |

## Distinctions
| Année | Récompense            | Catégorie                                                  | Proposition                                                   | Résultat   |
| ----- | --------------------- | ---------------------------------------------------------- | ------------------------------------------------------------- | ---------- |
| 1995  | Annie Awards          | Meilleur sujet d'une série d'animation                     | Le Laboratoire de Dexter                                      | Lauréat    |
| 1995  | Annie Awards          | Meilleur storyboard d'une série d'animation                | Le Laboratoire de Dexter                                      | Nomination |
| 1995  | Emmy Award            | Meilleur programme d'animation                             | Le Laboratoire de Dexter                                      | Nomination |
| 1996  | Emmy Award            | Meilleur programme d'animation                             | Le Laboratoire de Dexter Épisode : La grande sœur             | Nomination |
| 1997  | Emmy Award            | Meilleur programme d'animation                             | Le Laboratoire de Dexter                                      | Nomination |
| 1997  | Annie Awards          | Meilleure série d'animation                                | Le Laboratoire de Dexter                                      | Nomination |
| 1997  | Annie Awards          | Trame d'une production télévisée                           | Le Laboratoire de Dexter Épisode : Mon royaume pour une barbe | Nomination |
| 2004  | Annie Awards          | Outstanding Directing in an Animated Television Production | Samurai Jack Épisode : The Birth of Evil                      | Nomination |
| 2004  | Primetime Emmy Awards | Meilleur programme d'animation - Moins d'une heure         | Samurai Jack Épisode : The Birth of Evil                      | Lauréat    |
| 2004  | Primetime Emmy Awards | Meilleur programme d'animation - Une heure ou plus         | Star Wars: Clone Wars                                         | Lauréat    |
| 2004  | Saturn Awards         | Meilleur téléfilm                                          | Star Wars: Clone Wars                                         | Nomination |
| 2005  | Primetime Emmy Awards | Meilleur programme d'animation - Une heure ou plus         | Star Wars: Clone Wars Vol. 2 (Chap. 21-25)                    | Lauréat    |
| 2006  | Annie Awards          | Meilleure production animée pour la télévision             | Star Wars: Clone Wars Vol. 2 (Chap. 21–25)                    | Lauréat    |
| 2020  | Emmy Award            | Meilleure prestation individuelle en animation             | Primal Épisode : Spear and Fang                               | Lauréat    |